# Toxorhina (Ceratocheilus) superstes
Toxorhina (Ceratocheilus) superstes is een tweevleugelige uit de familie steltmuggen (Limoniidae). De soort komt voor in het Neotropisch gebied.